# Supraclusion

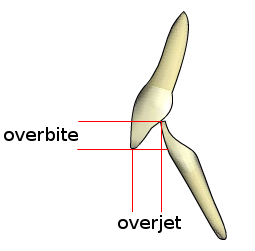
Surplombs antérieurs vertical (supraclusion) et horizontal (protrusion).

La supraclusion, surocclusion ou surplomb antérieur vertical est la mesure du chevauchement vertical (supérieur-inférieur) des incisives centrales maxillaires sur les incisives centrales mandibulaires, mesurée par rapport aux crêtes incisives.
La supraclusion est généralement exprimée en pourcentage de la hauteur des incisives mandibulaires. Une surocclusion  normale est de l'ordre de 30 à 50 %. 
Une surocclusion excessive est une malocclusion dentaire de classe II, dans laquelle les incisives supérieures descendent trop devant les incisives inférieures. C'est un défaut (excès) de surplomb antérieur vertical. Le défaut opposé (manque) est la béance antérieure.